# Ausoni
Gli Ausoni erano una delle più antiche popolazioni che abitavano un'ampia area della penisola italica, in una regione compresa tra i territori meridionali del Lazio e lo stretto di Messina.

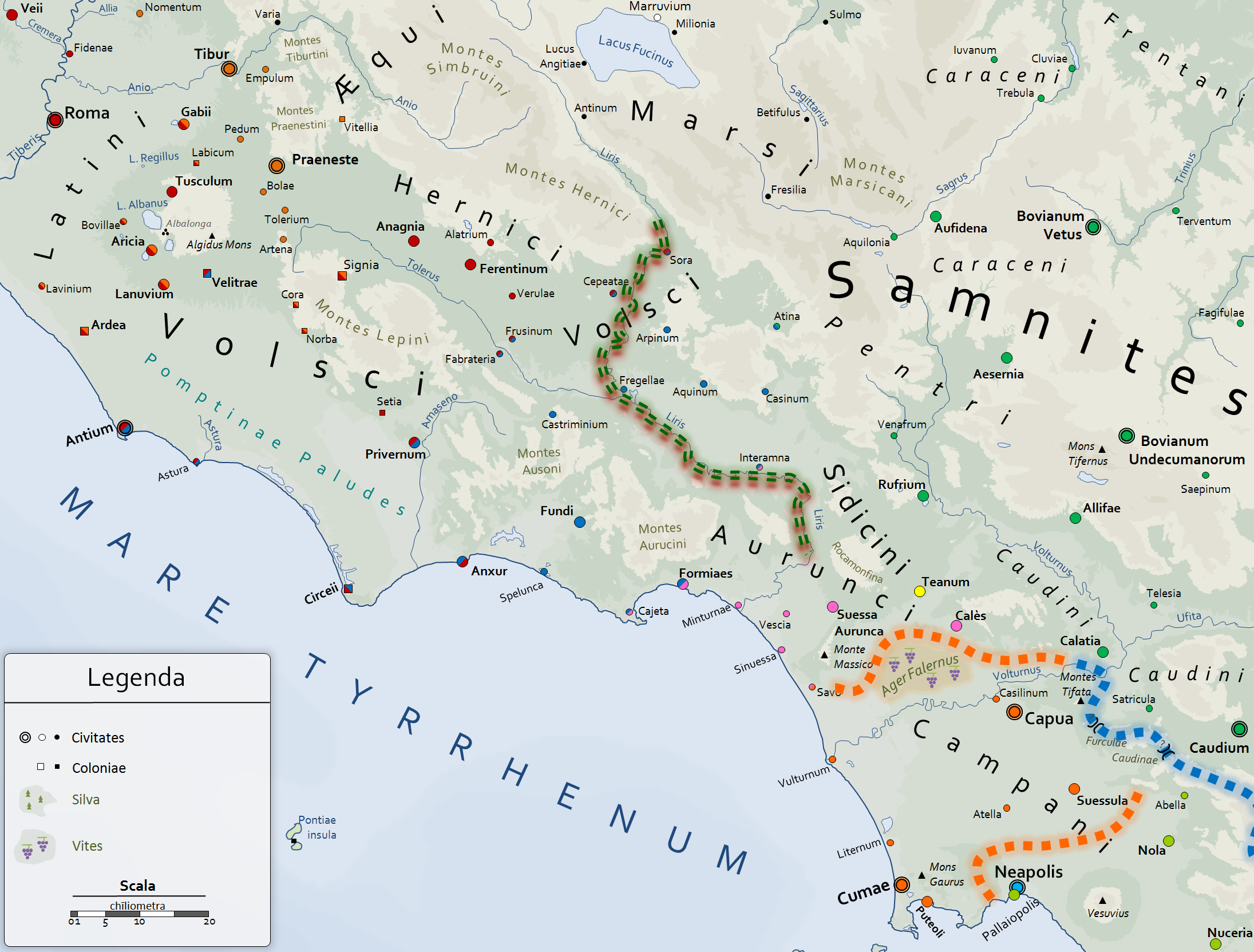
Territorio degli Ausoni

Con Ausonia, parola coniata nel V secolo a.C., ci si riferiva al territorio in cui si stanziarono gli Ausoni, approssimativamente nel centro e nel sud della penisola. "Ausonia" divenne un termine poetico in greco e in latino, per indicare l'intera Italia.

## Storia

### Origini
Le prime colonie greche stanziatesi nel territorio italiano incontrarono tre diverse popolazioni: Ausoni, Enotri e Japigi, attestandone quindi l'antichità storica.
Incerta invece è l'origine: per alcuni erano una popolazione osca, mentre altri ne sostengono l'appartenenza al gruppo italico dei Latini, il latino-falisco, sulla base di considerazioni linguistiche. Francesco Ribezzo delineò infatti un gruppo lazial-ausonico.
Secondo alcuni scrittori antichi, come Antioco di Siracusa e Aristotele (che, probabilmente, deriva da Antioco), Ausoni e Osci sono sinonimi e pertanto rappresentano due designazioni differenti per uno stesso popolo: tuttavia, Polibio, che probabilmente deriva da Ellanico, crede che gli Ausoni e gli Osci vadano distinti.
Analizzando il passo di Aristotele summenzionato, gli Osci (sinonimo di Ausoni) avrebbero abitato le regioni prospicienti il mar Tirreno: in particolare, facendo riferimento ad Antioco, la zona tra Nola e Sorrento.

### Territorio
Di origine indoeuropea, gli Ausoni esistevano già intorno al 1600 a.C., cioè all'inizio del età del bronzo medio. L'Ausonia era il loro territorio, che si estendeva dal Basso Lazio fino allo stretto di Messina. Essi abitavano le terre della Campania fino al fiume Sele, mentre gli Enotri vivevano nel territorio a sud e gli Japigi nell'attuale Puglia (ad essi si affiancava un'altra popolazione enotria, quella dei Choni). Fra queste, quelle degli Ausoni e degli Enotri rappresentano, secondo le fonti, le più antiche popolazioni italiche dominanti ed avevano nell'VIII secolo a.C. ormai raggiunto una loro stabilità territoriale.

### Ausoni tra storia e mitologia
Secondo le fonti, verso il 1400 a.C. un gruppo di Ausoni guidato da Liparo avrebbe raggiunto l'isola eolia di Lipari e vi si sarebbe stabilito fondandovi una città chiamata Lipara (forse nel più volte riutilizzato sito del Castello di Lipari) e uno stato mantenutosi lì dal 1240 all'850 a.C., per poi essere distrutto violentemente e non più ricostituito. Attorno al 1270 a.C. una parte del popolo ausonico sarebbe emigrata dalla Campania in Sicilia.
Quadri etnologici della sopra citata Ausonia del VII secolo a.C. la vedono abitata dagli Osci, popolo italico differenziato in popolazioni con dialetti e territorialità proprie, tra cui gli Ausoni che occupavano i soli versanti meridionali dei Monti Ausoni e dei Monti Aurunci. Spesso vengono confusi con gli Aurunci, ma in realtà, quantomeno nelle origini, pur avendo stirpe comune, furono due popolazioni distinte. V'è da aggiungere che Strabone racconta che il territorio della Pianura Pontina costituì l'antico insediamento del popolo degli Ausoni, i quali occupavano la costa fino alla Campania, in seguito venne occupata dagli Osci (identificabili con i Volsci).
Intorno al IV secolo a.C. gli Ausoni e gli Aurunci entrarono in contatto con i Romani schierandosi apertamente contro di essi e alleandosi con i Sanniti, anch'essi di lingua osca. Tale alleanza risultò fatale: le città della Pentapoli Aurunca (Ausona, Suessa, Minturnae, Sinuessa e Vescia, sulle localizzazioni di alcune delle quali esistono varie controversie), e con esse Capua e Nola, vennero trattate con estrema ferocia, dopo anni di battaglie e sanguinose guerre.

## Le fonti storiche
Dionigi di Alicarnasso (1 11,2-4; 12,1):
Da questi pochi frammenti ricaviamo che gli Ausoni erano stanziati in Calabria già intorno al XVI secolo a.C. (una generazione è pari a 30 anni circa). Strabone (VI 255) ne dà conferma allorquando indica gli Ausoni come i fondatori della città di Temesa (citata anche da Omero nell'Odissea). Secondo Diodoro Siculo gli Ausoni erano stanziati nel territorio calabrese; Catone (Origini III) li pone anche a Tauriano. La tribù dei Pelleni, sita nei pressi dell'odierna Crotone, è di stirpe ausone (Licofrone, Alessandra, vv.910-929).
Ellanico di Lesbo (riportato da Dionigi di Alicarnasso, I 22,3), narra che tre generazioni prima della guerra di Troia (quindi attorno al 1270 a.C.), gli Ausoni furono scacciati dagli Iapigi e, sotto la guida di Siculo, loro re, approdano nella vicina Sicania. Secondo Antioco di Siracusa (anch'esso riportato da Dionigi di Alicarnasso (I 22,5)), invece, sono gli Enotri a spingere gli Ausoni in Sicania, i quali ivi giunti cacciano i barbari (Sicani) dall'isola.
Tito Livio, Ab Urbe condita, IX,25:
Livio, nella sua opera "storia di Roma", descrive così la distruzione di Ausona, Vescia e Minturnae, narrando anche che nel 337 a.C. gli Ausoni o Aurunci, sconfitti dai Sidicini, dovettero rifugiarsi nella città di Suessa, da allora denominata Sessa Aurunca.

## Ausoni e Aurunci
Secondo alcuni studiosi i due nomi, Ausoni e Aurunci sebbene usati in modo diverso, erano semplicemente forme diverse per indicare la stessa popolazione, con la lettera -R- che era una variante comune per la -S- in latino (Aurunci-Auronici-Auruni-Ausuni). Questo fenomeno, chiamato rotacismo, era stato notato dagli stessi Romani.
Per altro, Tito Livio narra che i romani debellarono prima gli Aurunci e quindi gli Ausoni, attestando quindi l'esistenza di due differenti popoli. Stessa distinzione è posta da Plinio il Vecchio nella sua Naturalis historia.

## Archeologia

### Parco di Roccamonfina
Sulla sommità del Monte La Frascara (a 928 m s.l.m.) si trovano le mura megalitiche di una struttura militare oggi immersa in un fitto castagneto, l'Orto della Regina: le mura sono costituite da grossi blocchi di pietra di dimensioni anche molto variabili da 53 cm a 2,10 m, con un perimetro poligonale di circa 180 metri, che racchiude un'area di circa 2 500 m². Le mura potrebbero risalire alla civiltà Ausona.

## Miti
Re degli Ausoni era Ausone, figlio di Ulisse e della maga Circe (secondo altri figlio di Ulisse e della ninfa Calipso).
Figlio di Ausone era Liparo (da cui il nome delle isole Lipari) (Diodoro Siculo).
Altro mito vuole che Ausono fosse figlio di Italo, re degli Enotri.

### Fonti primarie
- Tito Livio, Ab Urbe condita.

### Letteratura etnografica
- Ettore M. De Juliis, Magna Grecia, Bari, Edipuglia, 1996, ISBN 88-7228-158-X.
- Antonio Sciarretta, Gli Italici occidentali, in Toponomastica d'Italia. Nomi di luoghi, storie di popoli antichi, Milano, Mursia, 2010,  pp. 92-112, ISBN 978-88-425-4017-5.
- (EN) Ettore Pais, Ancient Italy : historical and geographical investigations in Central Italy, Magna Graecia, Sicily, and Sardinia, 1908.